# Lenquete
Lenquete – wieś w Gwinei Bissau, w regionie Gabú.